# The Navigator Company
The Navigator Company (ранее известное как Grupo Portucel Soporcel или просто Portucel Soporcel) — португальское предприятие целлюлозно-бумажной промышленности; с 2004 года дочернее предприятие компании Semapa, которая владеет почти 77% акциями The Navigator Company. Образовано в качестве отдельного предприятия в 2001 году, хотя его предшественник появился ещё в 1953 году в качестве бумажной фабрики в Касии, а в 1976 году был зарегистрирован как государственное предприятие Portucel. В феврале 2016 года в связи с интернационализацией производственных мощностей и крупномасштабными инвестициями компания сменила название с Grupo Portucel Soporcel на The Navigator Company. 
Компания обладает мощностями, позволяющими обрабатывать сырьё с площади лесов 1380 км², выпускать из этого сырья 1,6 млн т бумаги и 1,4 млн т целлюлозы, а также генерировать порядка 2,5 ТВт электроэнергии. Ежегодный оборот предприятия оборот составляет около 1,5 млрд евро. Она является крупнейшим производителем в Европе отбеленной крафт-целллюлозы из эвкалипта и одним из пяти ведущих европейских производителей офсетной бумаги.

## История
Корни этой компании уходят в 1953 год, когда в Касии начала работу Португальская целлюлозная компания (порт. Companhia Portuguesa de Celulose), выпускавшая сосновую целлюлозу в рамках проекта под руководством Мануэла Сантуша Мендонсы (порт. Manuel Santos Mendonça). В 1957 году компания начала производить отбеленную целлюлозу из эвкалипта с использованием крафт-процессов, что позволило компании выйти на международный уровень. В 1972 году началось производство бумаги из эвкалипта шаровидного. В 1976 году, уже после революции гвоздик и последовавшей национализации промышленности было учреждено новое предприятие Portucel – Empresa de Celulose e Papel de Portugal.
В 2001 году после приобретения Soporcel предприятие было преобразовано в Grupo Portucel Soporcel. В 2004 году предприятие Portucel Soporcel стало дочерним предприятием компании Semapa, которое стало держателем 67,1% акций компании. Несмотря на приватизацию, благодаря большим государственным вложениям и частным инвестициям оно осталось одним из наиболее влиятельных и успешных предприятий страны.
В феврале 2016 года предприятие сменило название с Grupo Portucel Soporcel на The Navigator Company . В феврале 2023 года оно приобрело ещё три предприятия по производству тиссью у испанской компании Gomà-Camps Group (в том числе испанское Gomà-Camps Consumer и французское Gomà Camps France).

## Деятельность
Бумажная продукция выпускается на четырёх заводах в Сетубале, Фигейра-да-Фош, Касии и Вила-Велья-де-Родан. В качестве основного сырья для производства древесной массы и печатной бумаги используется эвкалипт. Мощности предприятия позволяют получать в год до 1,6 млн т целлюлозы BEKP, 1,6 млн т бумаги UWF, 130 тыс. тонн санитарно-гигиенической бумаги в рулонах и 120 тыс. тонн готовой продукции из санитарно-гигиенической бумаги..
Помимо проектов по переработке сырья в целлюлозу и производства бумаги, с 2010 года Portucel участвует в реализации зарубежных проектов в области промышленности и проектах по восстановлению лесного покрова — изучив развитие лесного хозяйства и инвестиции в промышленность таких стран, как Уругвай, Бразилия и Ангола, компания выбрала для проведения эксперимента Мозамбик, выделив в качестве инвестиций сумму в эквиваленте 2,3 млрд долларов.